# Juergen Sommer
Juergen Sommer (ur. 27 lutego 1969 w Nowym Jorku) – amerykański piłkarz grający na pozycji bramkarza. Obecnie jest trenerem bramkarzy reprezentacji USA.

## Kariera klubowa
Sommer urodził się w Nowym Jorku, w rodzinie o korzeniach niemieckich. W 1987 roku zaczął uczęszczać na Uniwersytet Indiany i rozpoczął karierę piłkarską. Był pierwszym bramkarzem drużyny uniwersyteckiej, a w 1990 roku został uznany najlepszym bramkarzem rozgrywek.
W 1991 roku po ukończeniu Uniwersytetu Juergen wyjechał do Wielkiej Brytanii i kontynuował swoją piłkarską karierę w angielskim klubie Brighton & Hove Albion. Jednak w rozgrywkach Division Two rozegrał tylko jedno spotkanie. Latem 1992 odszedł do Torquay United i przez rok bronił w Division Three. W 1993 roku został bramkarzem Luton Town i przez dwa sezony był jego podstawowym bramkarzem, łącznie rozgrywając dla tego klubu 82 spotkania ligowe. Po odejściu z Luton w 1995 roku podpisał kontrakt z Queens Park Rangers. W jego barwach zadebiutował w Premiership, jednak na koniec sezonu spadł z QPR z ligi i cały sezon 1996/1997 spędził grając w Division One.
W 1998 roku Sommer wrócił do Stanów i został zawodnikiem Columbus Crew, grającego w tamtejszej Major League Soccer. W zespole Crew zastąpił odchodzącego do Liverpoolu Brada Friedela. W pierwszym sezonie Sommer był podstawowym bramkarzem Columbus, jednak w następnym doznał kontuzji kolana i nie wystąpił w żadnym ze spotkań. W 2000 roku został bramkarzem New England Revolution, a po rozegraniu 11 spotkań odszedł do angielskiego Boltonu Wanderers. Tam rozegrał tylko jedno spotkanie – w Pucharze Anglii przeciwko Blackburn Rovers i przegrał rywalizację o miejsce w składzie z Jussim Jääskeläinenem i Tommym Wrightem. W 2001 roku wrócił do New England i dotarł z nim do finału US Open Cup, a w 2002 roku do MLS Cup. Kolejne kontuzje zadecydowały, że stracił miejsce w składzie na rzecz Adina Browna i na koniec 2002 roku zakończył piłkarską karierę.

## Kariera reprezentacyjna
W reprezentacji Stanów Zjednoczonych Sommer zadebiutował 7 września 1994 roku w przegranym 0:2 towarzyskim spotkaniu z Anglią. Wcześniej w tym samym roku został powołany przez Velibora Milutinovicia do kadry na Mistrzostwa Świata w USA, na których był rezerwowym bramkarzem dla Tony’ego Meoli. W 1998 roku był w kadrze na Mistrzostwa Świata we Francji, ale i tu był dublerem Meoli. Ostatni mecz w kadrze narodowej rozegrał 14 marca 1998 przeciwko Paragwajowi (2:2). Łącznie wystąpił w niej 10 razy.